# كتيبة نايتنغيل
كتيبة نايتنغيل (بالإنجليزية: Nightingale Battalion)‏، المعروف أيضًا باسم مجموعة كتيبة نايتنغيل الأوكرانية ((بالألمانية: Bataillon Ukrainische Gruppe Nachtigall)‏، أو رسميًا باسم Special Group Nachtigall،  كانت الوحدة الفرعية تحت قيادة وحدة العمليات الخاصة الألمانية وكالة الأستخبارات الألمانية فوج براندنبورغ 800. جنبا إلى جنب مع كتيبة رونالد، كانت واحدة من وحدتين عسكريتين تم تشكيلهما في 25 فبراير 1941 على يد رئيس أبوهر فيلهلم فرانز كاناريس، الذي وافق على إنشاء «الفيلق الأوكراني» تحت القيادة الألمانية. كانت مؤلفة من متطوعين «قوميين أوكرانيين»، الأوكرانيين الذين يعملون بموجب أوامر OUN لستيفان بانديرا.
في ألمانيا، في نوفمبر 1941، أعيد تنظيم المتطوعيين الأوكرانيين في الفيلق في كتيبة شوتزمانشافت 201. بلغ عدد الأشخاص الذين خدموا في بيلاروس 650 شخصًا قبل حلها.
ذهب العديد من أعضائها، خاصة الضباط، إلى جيش المتمردين الأوكرانيين وانضم 14 من أعضائه إلى SS-Freiwilligen-Schützen-Division «Galizien» في ربيع عام 1943.

## التكوين والتدريب
قبل عملية بارباروسا، تعاون ستيبان بانديرا مع ألمانيا النازية وفي الواقع تلقت تدريبها هناك. وفقا للأكاديمية الوطنية للعلوم في أوكرانيا ومصادر أخرى، عقد زعيم OUN-R ستيبان بانديرا اجتماعات مع رؤساء المخابرات الألمانية، بشأن تشكيل كتائب "Nachtigall" و " رولاند ". 25 فبراير 1941، وافق رئيس " أبهر فيلهلم فرانز كاناريس" على إنشاء "الفيلق الأوكراني" تحت القيادة الألمانية. كانت الوحدة تضم 800 شخص. أصبح رومان شوخيفيتش قائد الفيلق من جانب OUN-R. توقعت OUN أن تصبح الوحدة جوهر الجيش الأوكراني المستقبلي. في الربيع، حصلت OUN على 2.5 مليون علامة لأنشطة تخريبية ضد الاتحاد السوفيتي. في ربيع عام 1941، أعيد تنظيم الفيلق إلى وحدتين. أصبحت واحدة من الوحدات المعروفة باسم كتيبة Nachtigall، والثانية أصبحت كتيبة رولاند.
في مايو 1941، قررت القيادة الألمانية تقسيم الفيلق الأوكراني قوامه 700 فرد إلى كتيبتين: Nachtigall («العندليب») وكتيبة رولاند.
تم تدريب Nachtigall في Neuhammer بالقرب من Schlessig. على الجانب الأوكراني، كان القائد رومان شوتشيفيتش والألمانيتيودور أوبرلاندر. (أصبح Oberländer لاحقًا وزيرًا للمشردين واللاجئين وضحايا الحرب في جمهورية ألمانيا الاتحادية. السابق براندنبورغر Oberleutnant الدكتور دي: هانز ألبريشت هيرزنر وضعوا في القيادة العسكرية للكتيبة.
تم تجهيز وحدة Nachtigall بالزي الفيرماخت الرسمي. قبل الدخول لفيف، وضعوا شرائط زرقاء وصفراء على أكتافهم.